# Plevna (Montana)
Plevna é uma vila  localizada no estado americano de Montana, no Condado de Fallon.

## Demografia
Segundo o censo americano de 2000, a sua população era de 138 habitantes.
Em 2006, foi estimada uma população de 131, um decréscimo de 7 (-5.1%).
Em 2010, a sua população era de 162 habitantes, de acordo com o censo efetuado nesse ano.

## Geografia
De acordo com o United States Census Bureau tem uma área de
1,2 km², dos quais 1,2 km² cobertos por terra e 0,0 km² cobertos por água.

## Localidades na vizinhança
O diagrama seguinte representa as localidades num raio de 56 km ao redor de Plevna.